# Політика Пакистану
Політика Пакистану проходить в рамках, встановлених Конституцією. Країна є федеративною парламентською республікою, в якій провінційні частини уряду користуються високим ступенем автономії і мають великі повноваження. Виконавча влада покладена на Національний кабінет міністрів, який очолює прем'єр-міністр, що працює злагоджено разом з двопалатним парламентом і судоустроєм. Положення Конституції забезпечують баланс на поділ повноважень між виконавчою, законодавчою та судовою гілками влади.
У Глави держави є президент, що обирається колегією вибірників на п'ятирічний термін. Президент був значним авторитетом до 18-ї поправки, ухваленої у 2010 році. З тих пір Пакистан був перенесений з напівпрезидентської системи до чисто парламентської держави.
Уряд складається з трьох гілок: виконавчої, законодавчої і судової. Виконавча гілка влади складається з кабінету міністрів і очолює прем'єр-міністр. Він повністю незалежний від законодавчої влади, яка складається з двопалатного парламенту. Верхньою палатою є Сенат, в той час як Національні збори — нижня палата. У судова гілка влади складається з Верховного Суду як вищої судової інстанції, поряд з вищим судом та інших нижчих судів. Судова функція полягає в інтерпретації Конституції і федеральних законів і підзаконних актів.
Пакистан є багатопартійною демократією, де кілька політичних партій борються за місця у національних та провінційних асамблеях. Однак, після падіння Дакки в 1971 році, двопартійна система була впроваджена Міжнародною партією та мусульманською лігою. Також спостерігається різке зростання популярності Центристської партії. Військове відомство зіграло впливову роль у політиці. З 1950-х до 2000-х років, кілька переворотів скидали демократичні режими. Однак, після відставки президента Первеза Мушаррафа в 2008 році, гостра лінія була проведена між військовим і політичним життям, Пакистан наближається до становлення ліберальної демократії.
Доаналітичним підрозділом журналу Economist, склала рейтинг Пакистану як «гібридний режим» у 2016 році.

## Виконавча влада
Президент Пакистану, відповідно до конституційного положення про те, що державною релігією є іслам, повинен бути мусульманином. Обирається на п'ятирічний термін колегією вибірників, що складається з членів Сенату і Національної асамблеї та членів провінційних асамблей, президент має право на переобрання. Але ні одна людина не може обіймати посаду більше двох термінів поспіль. Президент може піти у відставку або буде притягнутий до відповідальності і може бути відсторонений від посади через непрацездатність або грубе порушення, голосами третини членів парламенту. Президент, як правило, діє за рекомендацією прем'єр-міністра, але має важливі залишкові повноваження.
Одним із найбільш важливих деталей з цих держав — спадщина генерала Мухаммеда Зія-уль-Хак — це право президента розпускати Національні збори «на свій розсуд» в яких уряд федерації не може працювати згідно з положеннями Конституції та звернення до електорату. Ця влада вже двічі працювала з восьмої поправки в 1985 році, і двічі була скасована —На тринадцятій поправці в 1997 році. Незважаючи на це, президент залишається на посаді голови Ради національної безпеки, у відповідності до національної безпеки, закон 2004 року.
Прем'єр-міністр призначає членів національних зборів шляхом голосування. Прем'єр-міністру допомагають федеральний кабінет міністрів, Ради міністрів, члени якого призначаються президентом за порадою прем'єр-міністра. Федеральний уряд складається з міністрів, державних міністрів та радників. Федеральний кабінет складається з міністрів, державних міністрів та радників.

## Законодавча гілка влади
Двопалатний федеральний законодавчий орган складається з Сенату (верхньої палати) національних Зборів (нижня палата). Відповідно до статті № 50 Конституції Пакистану, Національні Збори, Сенат і президент разом складають орган, відомий як Majlis-i-Shoora (Рада радників).
Пакистан до демократії не має ніякого відношення. Однак, колишні уряди були звільнені за корупцію. Влада президента може відправити у відставку прем'єр-міністра і розпустити Національну асамблею.

### Сенат
Сенат-це постійний законодавчий орган з рівним представництвом від кожної з чотирьох провінцій, які обираються членами відповідних провінційних асамблей. Голова Сенату, згідно Конституції, є наступним в списку, щоб діяти як президент, та  повинен керувати допоки новий президент формально буде обраний. Сенат і Національні збори може ініціювати і прийняти закон, за винятком фінансових законопроєктів. Тільки Національні збори можуть ухвалити федеральний бюджет і фінансові законопроєкти. На відміну від Національних Зборів, Сенат не може бути розпущений президентом.

### Національні Збори

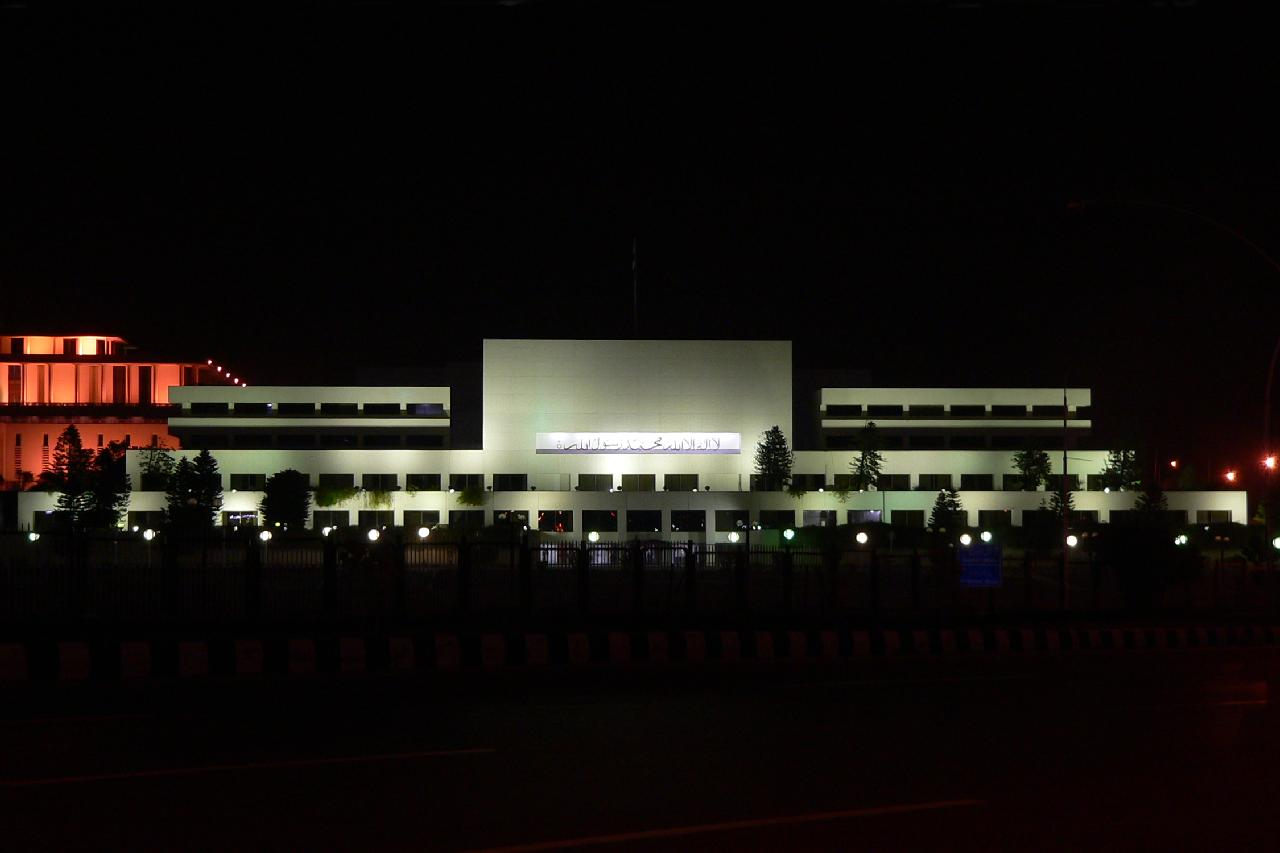
Національна асамблея Пакистану

Члени національних Зборів обираються шляхом загальних виборів (раніше-двадцять один років і старші, але й поправкою асамблея змінила його на вісімнадцять років.). Місця розподіляються в кожній з чотирьох провінцій, федерально керовані племінні території, і Ісламабад, столична територія на основі населення. Члени Національних Зборів служать для парламентського терміну, який становить п'ять років, якщо хтось з членів помирає або йде у відставку раніше, то Національні Збори розпускають. Хоча переважна більшість членів є мусульманами, близько 5 % місць зарезервовані для меншин, включаючи християн, індуїстів і сикхів. Вибори меншин проводяться на основі окремих електоратів в той же час, коли проводяться опитування для мусульман в ході загальних виборів.

## Судова гілка влади
Судова система включає Верховний суд, вищі суди провінцій, муніципалітетів і судів, громадянських і світових судів, здійснюють цивільне та кримінальної юрисдикції. Деякі федеральні та провінційні суди і трибунали, такі як суд, послуги, прибутковий податок і акцизи суд, банківських суд і рад трибуналів компанія також створені у всіх провінціях.

### Верховний Суд
Верховний Суд має апеляційну та консультативну юрисдикцію.
Засновується судова комісія Пакистану, далі у цій статті іменується комісія з призначення суддів Верховного Суду, Високого суду і Федерального шаріатського суду, як це передбачено.
Для призначення суддів Верховного Суду, комісія повинна складатися з: Головного судді Пакистану; чотирьох старших суддів Верховного Суду;федерального міністра юстиції та правосуддя;Генерального прокурора Пакистану; старшого адвоката Верховного суду Пакистану, висунутий пакистанської Адвокатської палати строком на два роки.
Президент призначає старшого суддю Верховного суду в якості голови Пакистану. Головний суддя та судді Верховного суду можуть залишатись на посаді до шістдесяти п'яти років: тепер 68 років, і це ще одна стаття сімнадцятої поправки.

### Федеральний шаріатський суд Пакистану
Федеральний шаріатський суд Пакистану-це суд, який має право перевіряти людей і визначати, чи відповідають вони законам країни, та чи дотримуються законів шаріату. Він складається з 8 мусульманських суддів, які призначаються президентом Пакистану після консультації з головним суддею цього суду, з числа службовців що пішли у відставку, суддів Верховного суду чи вищого суду, або з числа осіб, які володіють кваліфікацією суддів Верховного суду. З 8 суддів, 3 повинні добре розбиратись в ісламському праві. Судді обіймають свою посаду протягом 3 років, та може бути продовжений президентом. Якщо яка-небудь частина закону оголошується проти ісламського закону, уряд зобов'язаний вжити необхідних заходів до внесення відповідних змін до такого закону. Рішення суду є обов'язковими для судів, а також нижчих судових інстанцій. Суд призначає свій персонал і встановлює свої власні правила.
З моменту свого створення в 1980 році Федеральний шаріатський суд Пакистану був предметом критики і суперечок у суспільстві, він створений в якості заходів щодо ісламізації та військового режиму.  В минулому, цей суд був використаний в якості притулку для незговірливих суддів.

### Обласні та вищі суди
У кожній провінції є один Верховний суд. В даний час всі чотири провінції Пенджаб, Сінд, Хайбер-Пахтунхва і Белуджистан мають високі суди. Після затвердження 18-ї поправки до Конституції у квітні 2010 року, новий Високий суд засновується у федеральній столиці Ісламабаді з назвою Ісламабадський Верховний суд. У 18-й поправці, суддів призначали тих, які були запропоновані парламентською комісією. Провінційний суд, призначається президентом після консультації з головним суддею Верховного суду, а також після консультації з губернатором області та головним суддею Верховного суду.
Крім того, існують спеціальні суди і трибунали для розгляду конкретних видів справ, таких, як суди наркотиків, арбітражні суди, суди з трудових суперечок, і спеціальних судів для банківських злочинів. Існують також спеціальні суди для переслідування терористів. 

### Омбудсмен/Мохтасиб
Ще однією особливістю судової системи є Мохтасиб (омбудсмен), який передбачено в Конституції. Мохтасиб був створений у багатьох ранніх мусульманських державах. Він   призначається президентом, Мохтасиб займає свою посаду протягом чотирьох років, термін не може бути продовжено або поновлено. Мета Мохтасиба полягає в тому, щоб розробити систему для застосування адміністративної відповідальності, шляхом вивчення і усунення несправедливості по відношенню до людини через порушення, допущені Федеральним агентством або федеральним державним чиновником. Мохтасиб має право на компенсації тим, хто постраждав від неправильного управління людьми.
Пакистан керується демократичними і військовими урядами. Перше десятиліття він був затьмарений політичними збуреннями і нестабільністю, з частими обвалами громадянського демократичного уряду, що в підсумку призвело до військового перевороту 1958. З 1947 року і по теперішній час Пакистан керується різними консервативними урядами і соціалістично-орієнтованих урядів. З 1947 року по 1958 рік, прем'єр-міністри Пакистану або подавали у відставку або були вигнані. 7 жовтня 1958 року президент Пакистану Іскандер Мірза у співпраці з генералом Мохаммадом Аюб Ханом скасував Конституцію Пакистану і запровадив воєнний стан.
Генерал Аюб Хан був президентом з 1958 по 1969 рік, і генерал Яхья Хан з 1969 по 1971 рік, головний суддя Хабіб Марват Хан обраний першим головою Сенату Пакистану. Управління з 1972 по 1977 рік було під владою Зульфікара Алі Бхутта, але він був повалений генералом Зія-уль-Хаком. Генерал Зія загинув в авіакатастрофі в 1988 році, після чого Беназіра Бхутто, дочка Зульфікара Алі Бхутто, була обрана прем'єр-міністром Пакистану. Вона була наймолодшою жінкою коли-небудь, що була обрана главою уряду і першою жінкою, обрана в якості глави уряду мусульманської країни.

## Форма правління
Офіційно Федеративна Республіка, Пакистан має довгу історію періодів виборної демократії і авторитарного військового уряду. Військові президенти були Аюб Хан в 1960-х роках, генерал Зія-уль-Хака у 1980-х роках, і генерал Первезом Мушаррафом в 1999 році. Однак глав урядів та держав були обрані цивільними лідерами. Загальні вибори були проведені в жовтні 2002 року. Після моніторингу виборів група спостерігачів від Співдружності, заявив висновок:
Ми вважаємо, що в день виборів воля народу була виражена і в результатах відображені їхні побажання. Однак, в контексті різних заходів, що вживаються державою ми не впевнені в справедливості процесу в цілому.
22 травня 2004 року Співтовариства на рівні міністрів групи дій повторно визнав Пакистан у Співдружності, формально визнаючи його прогрес у повернення до демократії.

### Кашмір в політиці Пакистану
Азад Кашмір має свою конституцію, видав Тимчасовий закон про конституцію 1974 року та місцеву обрану парламентську форму правління. Конституція дозволяє багатьом структурам, що складаються з самоврядної держави, включаючи законодавчу асамблею, обрану на основі періодичних виборів, прем'єр-міністра, який командує більшістю голосів на асамблеї, опосередковано обраним президентом, незалежною судовою системою та органами місцевого самоврядування.
Але ці положення є порожніми. Відповідно до розділу 56 Закону про тимчасову конституцію Кашміру (який був розроблений федеральними міністерствами права і справами Кашміру в Ісламабаді), уряд Пакистану може звільнити будь-якого обраного в уряді  Азада Кашміра, незалежно від підтримки, якою він може користуватись. В Тимчасовому Законі про Конституцію передбачається два виконавчі форуми — уряд Азад Кашмір у Музаффарабаді та Кашмірська Рада Азад в Ісламабаді.
Таким чином, Азад Кашмір залишається для своїх всіх намірів і цілей, під суворим контролем Пакистану. З самого початку, інституційна система в цій території була розроблена, щоб забезпечити контроль Пакистану та його справ. На думку комісії Організації Об'єднаних Націй для Індії і Пакистану  39 резолюцій.

### Провінційні Уряду

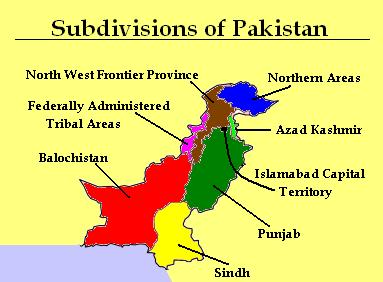
Підрозділи Пакистану

Пакистан підрозділяється на 4 області, 2 території, і 1 столичний округ. Кожна провінція має провінційну Асамблею, безпосередньо обраний парламент. Члени обираються на п'ятирічний термін. Кожні збори проводяться головним міністром, який потім вибирає міністрів свого кабінету.
- Белуджистан
- Федерально Керовані Племінні Території*
- Ісламабад, Столична Територія**
- Хайбер-Пахтунхва
- Пенджаб
- Сінд
- Гілгіт–Балтистан має напів-провінційний стан, безпосередньо обраний парламент, обраний головним міністром і на федеральному рівні призначений губернатором регіону.

### Органи Місцевого Самоврядування
Пакистанські провінції діляться на райони.
Ця методика не є новою для регіону, так як він схожий на те, що називається старою панчаят Радж система в Індії, яка була введена в Англії в колоніальну епоху. В Індії це було реалізовано в деяких регіонах.
Головна відмінність полягає в тому, що Пакистан є єдиною країною з міськими межами. У Пакистані є єдина трирівнева інтегрована представницька система місцевого управління. Велика Британія, країна, яка першою ввела цю методику в області.
Ця методика стає все більш адаптованою, так як вона забезпечує більш високу системну продуктивність, будучи у більш широких межах, що забезпечує більш тісну регіональну інтеграцію.
Існує більше п'яти тисяч місцевих урядів у Пакистані. Починаючи з 2001 року, переважна більшість із них були на чолі з демократично обраними місцевими радами, кожен з яких очолює Назім (міський голова або керівник.) Ради вибори проводяться кожні чотири роки.

## Зовнішні зв'язки

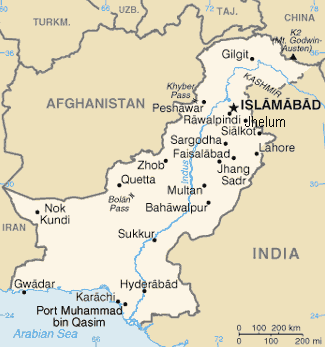
Карта Пакистану

Пакистан є другою за величиною, мусульманською країною за чисельністю населення, і його статусу, як ядерної держави, будучи єдиною мусульманською країною, що відіграє певну роль на міжнародної арені. Він також є активним членом Організації Об'єднаних Націй. Історично склалося так, що його зовнішня політика охоплює непрості стосунки з Індією, бажання стабільного Афганістану, давніх і тісних відносин з КНДР, велика безпека та економічні інтереси в Перській затоці і широке коло двосторонніх відносин з США та іншими західними країнами. Пакистан також є важливим членом Організації ісламського співробітництва. Пакистан використав ОВК в якості плану по сприянню відродження і просвітництва в ісламському світі.
Побоюючись радянської експансії, Пакистан був у міцних відносинах з Сполученими Штатами Америки та Китайської Народної Республіки протягом більшої частини холодної війни. Пакистан був членом СЕНТО і СЕАТО.
У 1964 році Пакистан підписав регіональне співробітництво в цілях розвитку (РСР) договір з Туреччиною та Іраном, коли всі три країни були тісно пов'язані з США, і як сусіди Радянського Союзу. Пакистан має також тісні відносини з Туреччиною. Відносини Пакистану з Індією останнім часом покращилися, і це відкриває зовнішньої політики Пакистану на питання, що виходять за рамки безпеки. Дана розробка може повністю змінити характер зовнішньої політики Пакистану.
Пакистан приєднався до Руху неприєднання в 1979 році.